# Bow Street Runners

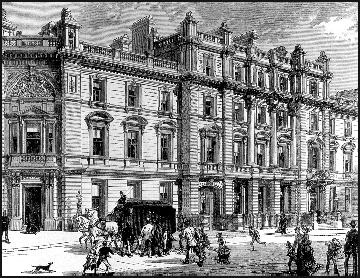
Juzgado de paz y comisaría de policía de Bow Street a finales del.

Los Bow Street Runners (los "corredores de Bow Street", en inglés) fue el nombre por el cual se conoció popularmente al cuerpo de policía existente en Londres, Reino Unido, entre 1749 y 1838. 
El cuerpo fue creado en 1749, poco después de que el juez, novelista y dramaturgo Henry Fielding fuese nombrado magistrado del tribunal de Bow Street, junto a Covent Garden, y decidiera reunir a un reducido grupo de ocho «thief-takers» (cazarrecompensas), conocidos como «Mr Fielding's People» (la "gente del Sr. Fielding") y poco después bautizados como Bow Street Runners.
El cuerpo de policía sería desarrollado por su hermanastro, John Fielding, conocido como el «Juez ciego», quien le sustituyó como magistrado del tribunal al fallecer Henry en 1754. En 1805 se formó la Bow Street Horse Patrole (patrulla de policía montada), para el extrarradio de la ciudad, y quienes formarían el primer cuerpo de policía uniformado.
Con la creación, en 1829, de la Metropolitan Police Force, a instancias de Robert Peel, las dos fuerzas policiales coexistieron hasta 1838, momento en el que la Policía Marina y los Bow Street Runners se integraron en el cuerpo de la Metropolitan Police.